# Thaksin Shinawatra
Thaksin Chinnawat eller Thaksin Shinawatra (thai: ทักษิณ ชินวัตร [uttal: tʰáksǐn tɕʰinnawát]), född 26 juli 1949 i Chiang Mai, är en thailändsk politiker som var Thailands premiärminister från 9 februari 2001 till 19 september 2006. 
Thaksin var tidigare överstelöjtnant inom polisväsendet och har avlagt masterexamen i kriminologi vid Eastern Kentucky University och doktorerat vid Sam Houston State University i USA. Han var partiledare i Palang Dharma 1996 och i Thai Rak Thai från 1998. År 1994 blev han utrikesminister och efter Thai Rak Thais framgångar i parlamentsvalet 2001 utsågs han till Thailands premiärminister. 
Thaksin fick hård kritik från internationella människorättsorganisationer för det ”krig mot narkotikan” som han inledde 2003. 2 275 människor dödades på tre månader efter det att kampanjen inleddes, och säkerhetsstyrkorna anklagades för omfattande utomrättsliga avrättningar.
År 2006 kom massiv kritik mot honom sedan han sålt sitt telekommunikationsföretag till Singapore och gjort en miljardvinst utan att betala skatt. På grund av denna kritik upplöste han parlamentets representanthus och utlyste val i april 2006. Thaksin sade att han inte skulle acceptera posten som premiärminister när parlamentet återsamlades, men ledde tills vidare en övergångsregering. Valet i april ogiltigförklarades och ett nytt val utlystes till den 15 oktober. Den 19 september genomfördes dock en kupp ledd av Kungliga Thailändska armén som avsatte Thaksin medan han befann sig på besök i New York, en knapp månad innan valet skulle hållas. Thaksin gick i exil och återvände till Thailand först i februari 2008. Han lämnade dock landet igen den 10 augusti 2008, sedan hans hustru, Potjaman, dömts till tre års fängelse för skattebrott.
Medan Thaksin var premiärminister försökte han köpa en majoritet av aktierna i den engelska fotbollsklubben Liverpool FC, men misslyckades. Efter att Thaksin avsatts genom statskupp skiftade han dock fokus och lyckades den 21 juni 2007 köpa in sig i ligakonkurrenten Manchester City FC. Den 6 juli samma år hade han övertagit tre fjärdedelar av aktierna i klubben och övertog då ordförandeskapet. Målsättningen med klubbköpet var att göra Manchester City FC till Englands bästa lag genom spektakulära spelarköp. Till tränare handplockades Sven-Göran Eriksson. Ett par thailändska spelare skulle få chansen i laget, som besökte Thailand för uppvisningsmatcher. Trots att klubben 2007–2008 gjorde sin bästa säsong på många år tröt Thaksins tålamod då titlarna uteblev, varför Eriksson entledigades från tränarposten efter säsongen och den 1 september 2008 sålde Thaksin klubben till en grupp arabiska affärsmän.